# Aéroport international de Fairbanks
Pour les articles homonymes, voir FAI.
L'aéroport international de Fairbanks (code IATA : FAI • code OACI : PAFA) (Fairbanks International Airport), est situé à cinq kilomètres au sud-ouest du quartier des affaires de Fairbanks, une des trois villes (avec Anchorage et Juneau) les plus peuplées d'Alaska. Il a été inauguré en 1951.

## Compagnies et destinations

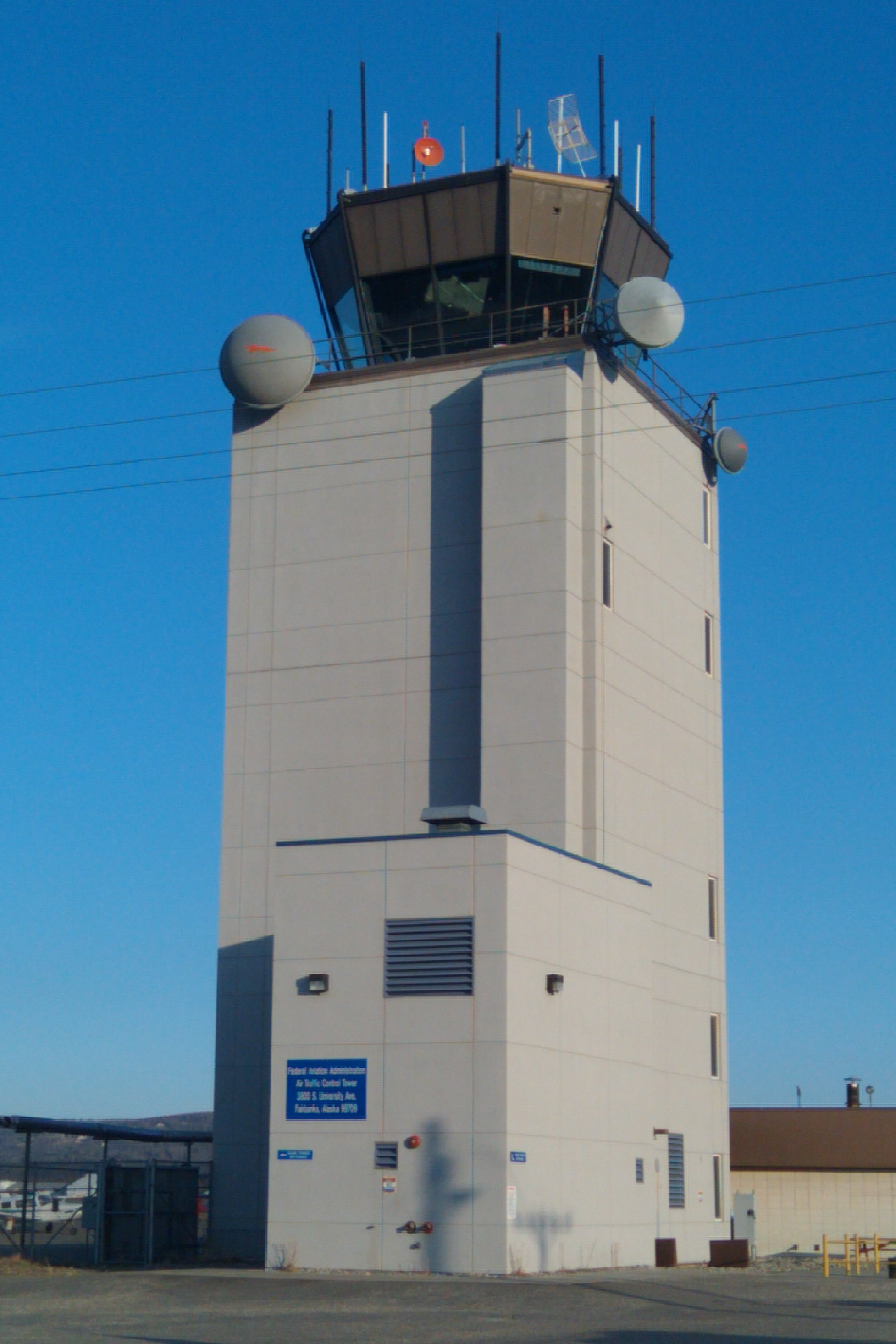
La Tour de contrôle en 2011.

## Situation
| Anchorage Aniak Bethel Deadhorse Dillingham Fairbanks Galena Homer Juneau Kenai Ketchikan King Salmon Klawock Kodiak Kotzebue Lake Hood Cordova Merrill Nome Petersbourg Red Dog Sitka St. Mary's Teller Unalakleet Unalaska Valdez Wiley Post Wrangell Yakutat |

## Statistiques
Pour des raisons techniques, il est temporairement impossible d'afficher le graphique qui aurait dû être présenté ici.

Voir la requête brute et les sources sur Wikidata.